# Serra dels Fontanets
La Serra dels Fontanets és una serra situada als municipis de l'Albagés i Juncosa (Garrigues), amb una elevació màxima de 451,3 metres.